# Els Vernets
Els Vernets és una colla de grallers formada el 1981 a Vilafranca del Penedès. Des d'aleshores han participat en nombroses festes d'arreu del territori com a acompanyament de figures festives, balls tradicionals i entremesos, entre els quals destaquen els Castellers de Vilafranca. També han fet diversos concerts, balls de gralles. Actualment, forma part de la Coordinadora de Grallers de Vilafranca. Com a grup de grallers es defineixen per seguir l'estil de les colles gralleres clàssiques de l’època d’or de la gralla. Per aquest motiu, gran part del seu repertori està format per peces recuperades d'aquesta època. A més, també segueixen la formació de tres gralles (gralla primera, gralla segona i gralla baixa) i un timbaler, la més comuna a principis de segle.

## Història

### Inicis de la formació
Els primers components d'Els Vernets van formar-se als primers nuclis dels Grallers de Vilafranca a finals de la dècada dels 70: Xavier Bayer hi tocava el timbal, Joan Reyes i Cèsar Rodríguez van aprendre-hi les primeres nocions de gralla mentre que Xavi Roman també havia rebut classes de timbal. Miquel Benito, que s'incorporà posteriorment a la colla, també havia començat tocant amb els Grallers de Vilafranca.
La formació de la colla va ser espontània i per afinitat entre els components. Després de fer una primera introducció a l'instrument, els components d'Els Vernets ja van començar a assajar junts. El punt de trobada era molt sovint una olivera als afores de Vilafranca. Les primeres actuacions del grup van ser a la recuperació de la festa de Corpus i a la Diada dels Gegants de Vilafranca. Van encadenar actuacions durant tot l'estiu de 1981 fins a arribar a Sant Fèlix ja com a colla estable, però sota el nom de Grallers del Vi Ranci. Després de la Festa Major van començar a assajar a casa de Xavi Roman i estableixen la formació de tres gralles i timbal.
El 1982, juntament amb la Colla de Mar, Vilagrallers de l'Olivera i Grallers de Vilafranca participen a la II Trobada de Grallers de Catalunya, a Valls, encara sota el nom de Grallers del Vi Ranci. Per la Festa Major de Vilafranca de 1982, però, ja apareixen acompanyant el Ball dels Capgrossos amb el nom d'Els Vernets. Un dels motius del canvi de nom, segons Cèsar Rodríguez, era evitar la fórmula "Grallers de ..." que s'estava generalitzant.

## Investigació
A banda de la seva tasca com a grallers, els membres dels Vernets també han dut a terme una tasca com a investigadors del món de la gralla i de recuperació tant de partitures com instruments. Així doncs, en 5 dels volums de la col·lecció Calaix de Solfa de l'editorial DINSIC, han anat publicant els seus treballs d'investigació i les partitures (harmonitzades per a tres veus) de les que sonaven a finals del xix i principis del xx, tocades per grups com els Basterons, els Felius o els Macaris. Entre aquestes s'hi troben melodies de compositors com Francesc Toldrà, Ramon Roig o Feliu Monné. Finalment, també han dedicat un dels volums de la col·lecció a les peces al voltant del món casteller.
Alguns dels integrants del grup també han col·laborat amb lutiers com ara Pau Orriols per a recuperar instruments com la gralla baixa. Aquesta es tracta d'una gralla amb un registre més greu respecte la gralla dolça de manera que es puguin interpretar les melodies de principis del segle xx. Aquesta formació també destaca per la recuperació de les gralles en si♭, unes gralles amb una afinació un to per sota de l'afinació estàndard internacional (la-440), amb un so més suau i controlable que fa que siguin més adequades per tocar amb altres instruments.

## Discografia
Durant els més de trenta anys d'història de la colla, els Vernets han gravat fins a deu CD:
- «Ball de gralles» (Audiovisuals de Sarrià, 1987).
- «El tremendo - Ball de gralles» (Tram, 1991).
- «Gralles i gegants» (Audiovisuals de Sarrià, 1999).https://open.spotify.com/album/5w83LIE8BHQvQ5kt68YITt?si=NJhjrepRSjixqOx1lBaehQ
- «Música per a gralla d’autors vuitcentistes» (Fonoteca de Música Tradicional – Departament de Cultura, 2003).
- «Terços amunt» (Discmedi, 2003).
- «Civernets» (Temps Record, 2007). https://open.spotify.com/album/5RP9VSU68MXtyFaL2kDdb3?si=YoaYSvxvSMOLlJ8HWbU7lw
- «Força, equilibri, valor i... gralles» (CD Vilafranca, 2011).
- «Dels Macaris al Peret. Músiques per a gralla a mitjans del segle XX» (Els Vernets, 2012).
- «Sona la festa major!» (Contes il·lustrats, 2014).
- «Simfonies i fantasies per a gralla» (Fonoteca de Música Tradicional – Departament de Cultura, 2018).